# Буйський район
Буйський район (рос. Буйский район) — адміністративно-територіальна одиниця (район) та муніципальне утворення (муніципальний район) на північному заході Костромської області Росії.
Адміністративний центр — місто Буй.

## Історія
Буйський муніципальний район був утворений відповідно до постанови Президії ВЦВК про районування Костромської губернії від 8 жовтня 1928 р.
7 березня 1941 частина території Буйського району була передана в новий Орєховський район. 23 липня 1959 року до Буйського району було приєднано частину території скасованого Орєховського району.

## Населення
| 2002    | 2008    | 2009    | 2010    | 2011    | 2012    | 2013    |
| ------- | ------- | ------- | ------- | ------- | ------- | ------- |
| 8847    | ↗12 716 | ↘12 054 | ↘11 829 | ↘11 794 | ↘11 507 | ↘11 330 |
| 2014    | 2015    | 2016    | 2017    | 2018    | 2019    | 2020    |
| ↘11 049 | ↘10 798 | ↘10 529 | ↘10 329 | ↘10 018 | ↘9721   | ↘9489   |